# Eucalyptus jacksonii
Eucalyptus jacksonii – gatunek rosnącego jedynie na niewielkich południowo-zachodnich obszarach Australii Zachodniej drzewa z rodzaju eukaliptus. Rośnie głównie w rejonie Parku Narodowego Walpole-Nornalup.

## Morfologia
Osiąga wysokość 60 metrów i obwód do 16 metrów. Najstarsze drzewa tego gatunku mają około 400 lat. Drzewa te mają zazwyczaj bardzo płytki, znajdujący się tuż pod powierzchnią ziemi układ korzeniowy, są jednymi z wielu australijskich roślin, które przystosowały się do naturalnie występujących pożarów buszu. Pomimo tego, że dolna część ich pni często wygląda na kompletnie wypaloną, w rzeczywistości drzewo nadal żyje i rozwija się. Australijska nazwa zwyczajowa to red tingle.